# USS Monterey (CG-61)
USS Monterey (CG-61) — ракетний крейсер типу «Тікондерога». Збудований на верфі Bath Iron Works. Це четвертий корабель у ВМС США названий на честь битви при Монтерреї (Монтеррей, Нуево-Леон).

## Служба

### 2018
14 квітня 2018 року у відповідь на застосування хімічної зброї режимом Башара Ассада проти цивільних у місті Дума було здійснено ракетний удар по об'єктах в Дамаску та Хомсу. USS Monterey здійснив пуск 30-ти крилатих ракет «Томагавк» з акваторії Червоного моря.

### 2021

#### Візит до Чорного моря
19 березня 2021 року, о 8:00 корабель розпочав проходити протоку Дарданелли, корабель прямує до Чорного моря. Через день перехід до Чорного моря розпочав есмінець USS Thomas Hudner (DDG-116). Очікується участь кораблів у навчаннях Sea Shield 21 (укр. «Морський щит 21»), у яких візьмуть участь понад 2000 військових з 7 країн НАТО, також буде залучено 18 бойових кораблів та 10 літаків.
20 березня винищувачі F/A-18 Super Hornet з авіаносця USS Dwight D. Eisenhower (CVN-69) відпрацювали взаємодію з ракетним крейсером США USS Monterey (CG-61) та ракетним есмінцем USS Thomas Hudner (DDG-116) після їх заходження до Чорного моря. До маневрів долучився патрульний літак P-8A Poseidon ВМФ США, літаки заправники KC-135 Повітряних сил США та Туреччини, які дозаправляли винищувачі над морем.
Попередні візити ракетних крейсерів США до Чорного моря відбулись 2015 та 2017 роках, тоді з 4 по 21 березня 2015 року у Чорному морі перебував ракетний крейсер США USS Vicksburg (CG-69), а у липні 2017 року — USS Hue City (CG-66).

#### Патрулювання в регіоні Перської затоки
За словами представника Міністерства оборони США, 6-7 травня 2021 року ракетний крейсер USS Monterey ВМФ США перехопив у Аравійському морі біля узбережжя Оману та Пакистану судно без жодних ознак належності до якоїсь із країн та виявив на борту 3000 китайських автоматів Type 56 (різновид автомата Калашникова), сотні великокаліберних кулеметів і снайперських гвинтівок, а також десятки сучасних протитанкових керованих ракет російського виробництва, кілька сотень реактивних гранатометів, оптичні приціли. Розслідування показало, що судно переправляло зброю бойовикам-хуситам у Ємені, яких підтримує Іран.
Група американських військових кораблів у складі USS Monterey (CG-61), USS Thunderbolt (PC-12), USS Hurricane (PC-3), USS Squall (PC-7), катерів берегової охорони USCGC Wrangell (WPB-1332) та USCGC Maui (WPB-1304) виконувала прохід Ормузькою протокою згідно звичаїв міжнародного морського права. Під час проходу протокою кораблі супроводжували підводний човен USS Georgia (SSGN-729), який рухався поверхнею.
Під час проходу протокою до групи американських кораблів наблизились 13 катерів Корпусу вартових ісламської революції Ірану та почали виконувати небезпечні маневри на великих швидкостях (понад 32 вузла), зближуватись з американськими кораблями на відстані до 150 метрів.
Американські кораблі робили численні візуальні, звукові попередження, вимушені були здійснити декілька попереджувальних пострілів.